# P-Funk
Il P-Funk è un sottogenere del funk inventato dai Parliament e i Funkadelic di George Clinton. Il termine "P-Funk" identifica inoltre tutti gli artisti strettamente correlati a Clinton che includono, oltre i sopracitati, formazioni quali Bootsy's Rubber Band, The Brides of Funkenstein, The Horny Horns e Parlet.

## Etimologia
La "P" di "P-Funk" ha diversi significati fra cui "Parliament", "Plainfield" (il luogo in cui nacquero i Parliament), o "pure" (in inglese "puro"). Inoltre, alcuni sostengono che i due termini di cui è composto il nome del sottogenere sia un'abbreviazione di "Parliament" e "Funkadelic".

## Storia

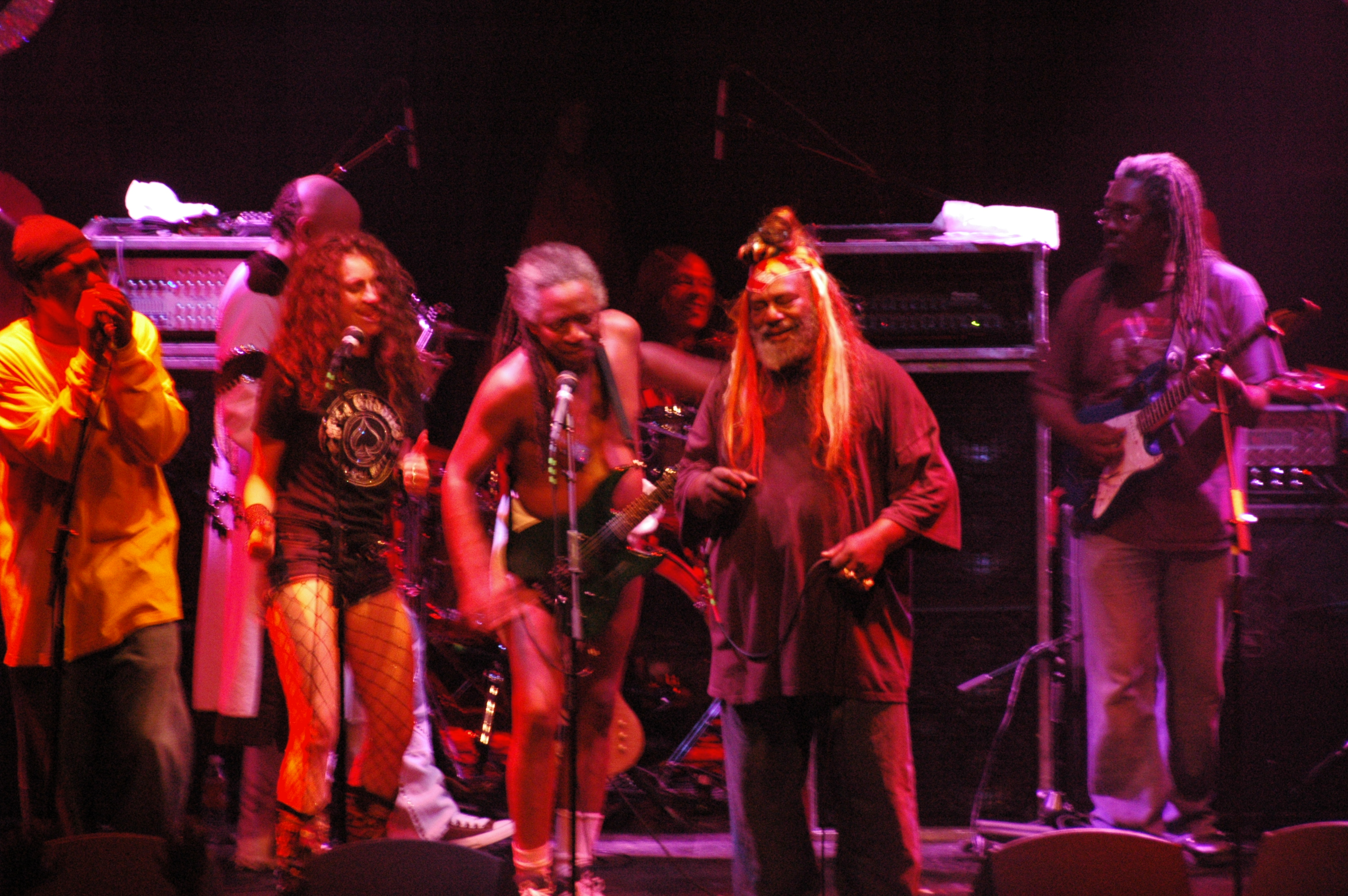
George Clinton e i Parliament-Funkadelic durante un concerto (2006)

Inventato durante gli anni settanta dai collettivi di George Clinton, il P-Funk fu rappresentato soprattutto dal celebre e ambizioso P-Funk Earth Tour, iniziato nel mese di ottobre del 1976 a New Orleans e documentato nell'omonimo disco dal vivo. Secondo vari critici, il P-Funk contribuì a definire il genere funk e ispirò molti nomi del West Coast hip hop e disc jockey.

## Caratteristiche
Il P-Funk è un funk psichedelico che risente la lezione del soul, del doo-wop e del rock di Jimi Hendrix, dal quale riprende gli assoli di chitarra. Gli artisti P-Funk fanno uso di groove sincopati, cori e arrangiamenti al contempo acustici ed elettronici e adottando una bizzarra estetica visiva debitrice dell'afrofuturismo e fortemente psichedelica.